# Движение рабочих, студентов и крестьян
Движение рабочих, студентов и крестьян (исп. Movimiento Obrero Estudiantil Campesino) — левая террористическая группа в Колумбии. MOEC возглавлял Фабио Васкес Кастано. MOEC приняла участие в создании Армии национального освобождения. Движение пришло в упадок после убийства его лидера Антонио Ларотты в мае 1961 года.